# Bokeloh (Meppen)
Bokeloh is een dorp in de Duitse gemeente Meppen, deelstaat Nedersaksen. Eind 2020 telde het volgens de gemeentewebsite 1.234 inwoners. Het dorp ligt aan de rivier de Hase. De naam Bokeloh betekent, evenals die van Boekelo in Twente, beukenbos.
Van 1938 tot 1941 trok de schilder Otto Pankok zich in Bokeloh terug, om, niet gestoord door de nazi's, rustig te kunnen werken. In het dorp is een kleine galerie, waar een aan Otto Pankok gewijde tentoonstelling kan worden bezichtigd.
De Sint-Vituskerk van Bokeloh is een bezienswaardig monument met romaanse bouwsporen.

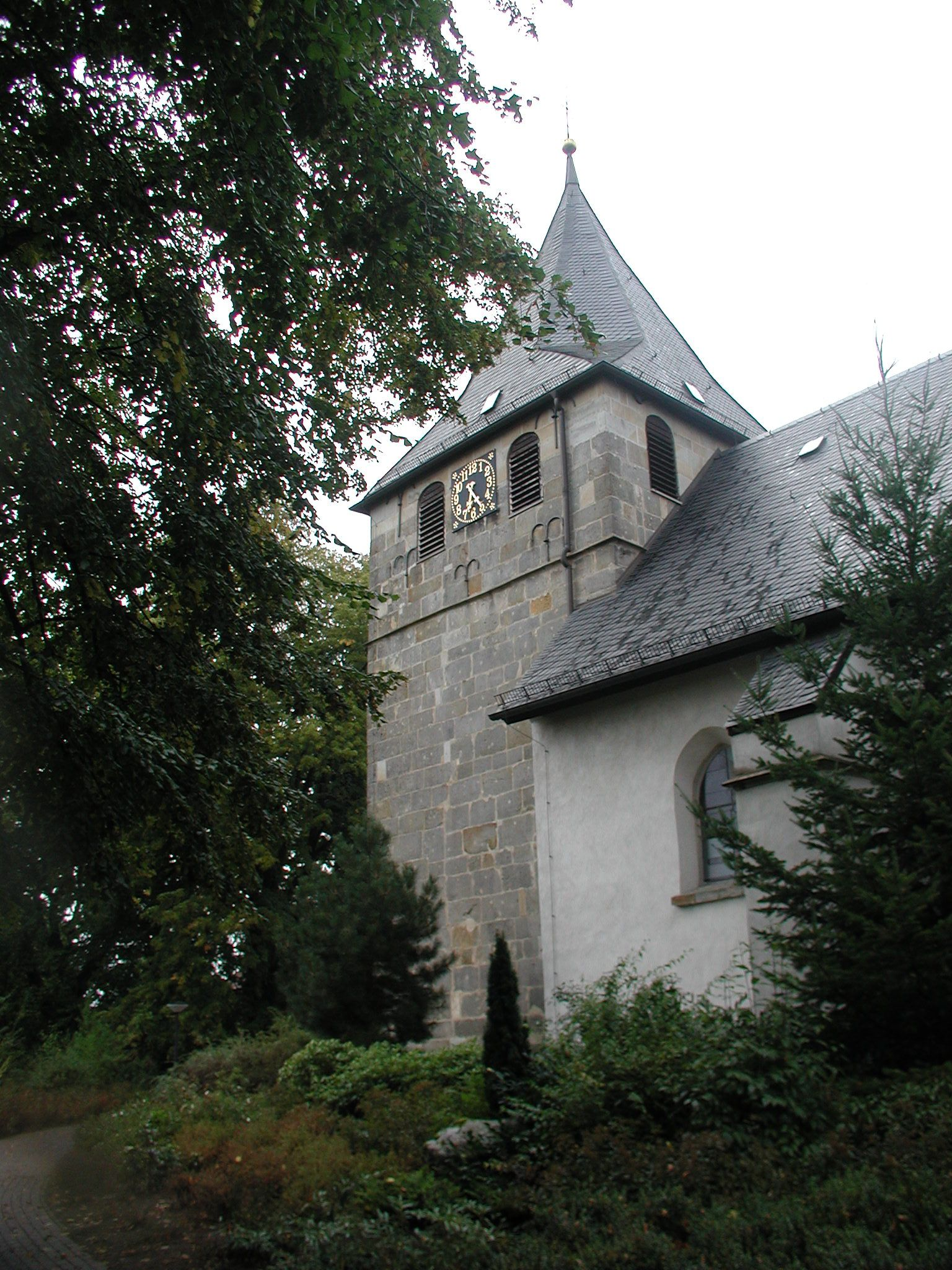
St. Vituskerk, Bokeloh

Vanwege de omgeving trekt Bokeloh enig toerisme; in het dorp is een hotel. Ook is er een werkplaats waar spaanplaat en soortgelijke producten wordt gemaakt.
- Virtual International Authority File: 162128243